# Uncas, der Letzte seines Stammes
Uncas, der Letzte seines Stammes (Originaltitel: Last of the Redmen) ist ein US-amerikanischer Abenteuerfilm aus dem Jahr 1947 von George Sherman. Der Film wurde von Columbia Pictures produziert und basiert auf der Lederstrumpf-Erzählung Der letzte Mohikaner von James Fenimore Cooper.

## Handlung
Nordamerika im Jahre 1757 während des Siebenjährigen Krieges. Die Briten bereiten sich in den Forts William Henry und Edward auf einen französischen Angriff vor. Die französischen Streitkräfte und ihre indianischen Verbündeten nähern sich den Forts von Norden. Der Irokesenscout Magua, der in britischen Diensten steht, unterrichtet General Webb, dass der Feind sich von Süden her nähert. Webb, der die beiden Töchter und den Sohn des Kommandanten von Fort William Henry, General Munro, erwartet, sendet Truppen zu deren Schutz aus.
Alice, Cora und Davy Munro erreichen in Begleitung von Major Heywood das Lager. Der weiße Scout Falkenauge warnt Webb vor einem Verrat Maguas. Webb jedoch kann sich nicht vorstellen, dass Magua dazu fähig sei. Am nächsten Tag schickt Webb Truppen nach Süden um die Feinde zuerst anzugreifen. Gleichzeitig schickt er Munros Kinder mit Major Heywood und Magua nach Norden zum Fort William Henry.
In der Zwischenzeit hat General Munro einen Boten mit der Nachricht über Feinde im Norden ausgesandt. Doch der Bote wird abgefangen und getötet. Falkenauge und sein Freund, der Mohikaner Uncas, finden die Leiche des Boten und versuchen Heywood zu warnen. Falkenauge kann Heywood überzeugen und übernimmt die Führung der Gruppe. Als die Irokesen angreifen, flieht Magua und wird von Heywood verfolgt. In einem See kommt es zwischen beiden zum Kampf, doch die Irokesen umzingeln den See und zwingen Heywood und seine Freunde, sich auf eine Insel zu flüchten. Falkenauge zwingt die Indianer mit Schüssen in Deckung.
In einer Höhle auf der Insel wird gerastet. Falkenauge vermutet, dass die Irokesen Alice und Cora als Geiseln nehmen wollen. Einige Irokesen versuchen, die Insel zu erreichen, werden aber von Heywood zurückgeschlagen, der dabei verletzt wird. Falkenauge plant, die Irokesen Alice, Cora und Davy gefangen nehmen zu lassen und ihnen dann zum Lager zu folgen. Der Plan funktioniert, Magua bringt die Munros und Heywood vor seinen Häuptling. Uncas erscheint im Lager und erklärt, dass die Munros und Heywood seine Gefangenen seien und Magua sie ihm gestohlen habe. Davy kann die Irokesen mit einigen Feuerwerkskörpern ablenken, sodass Falkenauge alle befreien kann.
Die Gruppe erspäht General Munro und seine Soldaten, die das Fort William Henry aufgeben mussten. Auch die Irokesen sehen das Zusammentreffen. Um einen drohenden Angriff der Indianer abzuwehren, lässt Falkenauge eine Wagenburg errichten. Die Irokesen greifen an. Während des Angriffs kann Uncas Magua im Zweikampf töten. Die Indianer werden besiegt, doch bei dem Kampf sterben Uncas und Alice.

## Produktion
Gedreht wurde der Film vom 3. September bis zum 3. Oktober 1946 auf der Movie Ranch von Ray Corrigan im Simi Valley, auf der Iverson-Ranch in Chatsworth, auf der Providencia Ranch in den Hollywood Hills und in den Santa Susana Mountains.

## Stab und Besetzung
Mischa Bakaleinikoff war der musikalische Direktor.
In kleinen nicht im Abspann erwähnten Nebenrollen traten John Hart und Frederick Worlock (als General Webb) auf. Ebenfalls nicht erwähnt wurde Guy Hedlund als General Munro.

## Veröffentlichung
Die Premiere des Films fand am 10. Juli 1947 in Los Angeles statt. In der Bundesrepublik Deutschland kam er am 17. Oktober 1952 in die Kinos, in Österreich im Februar 1954.

## Kritiken
Das Lexikon des internationalen Films schrieb: „Unbefriedigender Indianerfilm nach J.F. Coopers ‚Der letzte Mohikaner‘, von dem nur Elemente und die grobe Handlungsstruktur übernommen wurden, ohne daß Glanz und Atmosphäre des Abenteuer-Klassikers konserviert werden konnten.“
Die Filmzeitschrift Cinema befand den Film als „allzu simpel“.
Der Kritiker des TV Guide notierte, das Herausputzen eines Klassikers vermöge Kinder zu begeistern, Erwachsene werden die grobe Behandlung des Stoffes rügen.